# Caenis rivulorum
Caenis rivulorum är en dagsländeart som beskrevs av Eaton 1884. Caenis rivulorum ingår i släktet Caenis, och familjen slamdagsländor. Arten är reproducerande i Sverige.